# Jerome J. Collins
Pour les articles homonymes, voir Collins.
Jerome J. Collins francisé Jérôme J. Collins (Cork, 17 octobre 1841-30 octobre 1881), est un explorateur et journaliste irlandais, météorologue de l'expédition Jeannette.

## Biographie

### Jeunesse et républicanisme irlandais
Jerome Janus Collins est né le 17 octobre 1841 à Cork, comté de Cork, Royaume-Uni de Grande-Bretagne et d'Irlande. Il est le fils de Mark Collins, propriétaire d'une usine de chaux et de sel, et de sa femme Elle. Il a fait ses études au séminaire Saint-Vincent de Cork, et est finalement devenu ingénieur civil. Il a participé à la construction du pont North Gate de la ville de Cork en 1864, avant d'immigrer à Londres pour d'autres travaux d'ingénierie,.
Pendant son séjour à Londres, il s'est impliqué dans un complot visant à libérer les prisonniers féniens de la prison de Pentonville à l'aide d'explosifs. Cependant, ce complot a été dévoilé et il a dû fuir aux États-Unis en 1866. À son arrivée, il a trouvé le mouvement fénien en Amérique divisé, il a donc créé l'organisation républicaine irlandaise, le Napper Tandy Club, le jour de l'anniversaire du rebelle irlandais Wolfe Tone, le 20 juin 1867, pour unir les factions. Ce club est rapidement devenu le grand et influent Clan na Gael.
Collins s'éloigna de son engagement actif au sein du clan dans les années 1870, à mesure que celui-ci devenait plus militant, mais resta proche de ses dirigeants John Devoy (en) et William Carroll. En 1877, alors qu'une possible guerre entre la Russie et l'Empire britannique se profilait, Collins envoya un mémorandum à Saint-Pétersbourg demandant au régime du tsar d'aider les rebelles irlandais contre l'Empire britannique. Devoy s'assura entre-temps que les différentes factions des Fenians et des nationalistes irlandais seraient unies pour recevoir et agir en fonction de l'aide militaire russe.

### Météorologue
Lorsqu'il s'installe aux États-Unis, il entre au New York Herald comme rédacteur scientifique. En raison de son vif intérêt pour la météorologie, il a suggéré d'utiliser les réseaux d'information télégraphique pour aider à prévoir le temps. À partir de 1875, James Gordon Bennett junior le nomma chef du département de météorologie du Herald. Collins a collecté des données météorologiques à travers les États-Unis et les a utilisées pour prédire les systèmes météorologiques se déplaçant à travers l'Atlantique vers l'Europe pour les journaux de Bennett en Europe. Collins produisant des prévisions et alertes de tempêtes pour les côtes occidentales d'Europe, du Royaume-Uni et de l'Irlande, mais la précision était faible,. Bennett lui offre ensuite d'accompagner l'expédition Jeannette au Pôle Nord. Il y est en outre chargé des photographies et des notes scientifiques,.
Lors du naufrage de la Jeannette, l'ensemble de ses travaux disparaît. Il fait partie de la chaloupe De Long lorsque les hommes essaient de rejoindre l'embouchure de la Léna et accoste sur un bras occidental du fleuve. De Long date sa mort de faim au 30 octobre dans son carnet.
Il reçoit à titre posthume la Médaille Jeannette.
Son corps a été rapatrié et il est inhumé au Curraghkippane de Ballysheehy.